# Marco Di Bello
Marco Di Bello (Brindisi, 12 luglio 1981) è un arbitro di calcio italiano.

## Carriera

### Anni 2000
Diventato arbitro nel 2000, ha esordito nella gara di giovanissimi provinciali tra Cisternino-Fasano terminata 4-2. Dopo la trafila nelle serie minori, approda in Serie D nel 2006 nella gara Tivoli-Montenero (0-0). Dopo tre anni, nell'estate del 2009 viene promosso nell'organico arbitrale di Lega Pro. Fa immediatamente il suo esordio in Seconda Divisione, nella gara tra Vibonese-Scafatese. Successivamente riesce ad esordire in Prima Divisione nella gara tra Rimini e Lanciano. 

### Anni 2010
In due anni, arbitrando 34 gare, riesce ad ottenere un'ulteriore promozione, in CAN B dopo aver diretto le finali di play-off di Prima Divisione tra Benevento-Juve Stabia ed Hellas Verona-Salernitana. Inoltre a fine stagione viene premiato come miglior arbitro d'Italia dal Comitato Nazionale dell'AIA.
Dopo il suo esordio in Empoli-Juve Stabia, al suo primo anno nella serie cadetta dirige in totale un consuntivo di 19 partite, e riesce nel corso dell'anno a ritagliarsi anche lo spazio per fare subito il suo esordio in Serie A, 12 aprile 2012 nella gara Bologna-Cagliari. Diventa il primo arbitro della sezione AIA di Brindisi ad arbitrare in Serie A.
Al secondo anno di permanenza nell'organico della CAN B, conferma il suo rendimento, venendo impiegato per un totale di 16 gare. Nel maggio 2013 è designato per la semifinale di ritorno dei play-off per l'accesso in Serie A, Livorno-Brescia.
Alla sua terza stagione di appartenenza alla CAN B, 2013-2014, viene designato per la prima volta anche in ambito internazionale. Tale esordio è datato il 15 agosto 2013, nella Finale International Challenge Trophy tra Norvegia e Turchia Under-21 finita per 0-1. Continua ad essere periodicamente designato oltre nella sua categoria di appartenenza, anche nella massima categoria, in particolare dirigendo Cagliari-Sampdoria, Sampdoria-Parma e Udinese-Atalanta.
Il 24 maggio 2014 riceve il premio Giorgio Bernardi da parte della Sezione AIA di Bologna, conferito al miglior arbitro esordiente in Serie A, per la stagione sportiva 2012-2013, nonostante avesse già esordito in Serie A.
Il 6 giugno 2014 dirige l'andata dello spareggio play-out diSerie B per evitare la retrocessione in Lega Pro tra Novara e Varese (0-2). Inoltre il 18 giugno dirige la finale di ritorno play-off per l'accesso in Serie A, tra Latina e Cesena, terminata con il punteggio di 1-2.
Il 2 luglio 2014, dopo tre stagioni in CAN B, totalizzando 52 gare in Serie B, si apprende della sua promozione in CAN A.
Il 31 agosto 2014 esordisce come arbitro CAN A nella gara Udinese-Empoli. Nonostante non sia ancora un arbitro internazionale dirige gare a livello internazionale, venendo designato nella Four Nations Tournament Under-20 tra Svizzera e Polonia, e da quarto ufficiale nelle qualificazioni Under-21 tra Italia e Danimarca giocata a Matera. Conclude la sua prima stagione alla CAN A con 18 presenze (25 totali in Serie A) con Verona-Juventus.
Nel giugno 2017 è designato per dirigere la finale del Campionato Primavera 2016-2017 tra Fiorentina ed Inter.
Nel dicembre 2017 l'AIA rende nota la sua nomina ad arbitro internazionale, con decorrenza dal 1º gennaio 2018.
Nel giugno 2018 partecipa come rappresentante italiano ai XVIII Giochi del Mediterraneo in programma a Tarragona.
Dopo aver diretto una partita dei turni preliminari di Europa League, il 25 luglio 2018 debutta in Champions League dirigendo la gara d'andata del secondo turno eliminatorio tra il FC Bate Borisov e l'HJK Helsinki (0-0).
Tra ottobre e novembre 2019 è selezionato dalla FIFA per prendere parte in qualità di VAR al mondiale Under-17 in Brasile. Viene designato per la finale, facendo da VAR all'arbitro di campo, il lettone Andris Treimanis.

### Anni 2020
Il 1º settembre 2020 viene inserito nell'organico della CAN A-B, nata dall’accorpamento di CAN A e CAN B: dirigerà sia in Serie A che in Serie B. Nella stagione 2020-2021 viene designato in 17 partite del massimo campionato e in 3 in cadetteria.
Dal 1º gennaio 2021 figura nella lista dei Video Match Officials (ufficiali di gara che svolgono la funzione di VAR) della FIFA.
Il 21 aprile 2021 viene selezionato ufficialmente dalla UEFA come addetto VAR per EURO 2020.
Al termine della stagione 2020-2021, viene insignito del Premio Giovanni Mauro, onorificenza assegnata al miglior arbitro della stagione.
Il 25 maggio 2022, nell'ambito di una collaborazione tra la Federazione Cipriota e l'AIA, dirige la finale della Coppa Nazionale di Cipro, con al VAR l'italiano Paolo Valeri.
Nell'aprile 2023, insieme al collega Alessandro Prontera, viene chiamato ad arbitrare Arīs Limassol-APOEL, valida per A' Katīgoria.
Il 27 agosto 2023 arbitra Juventus-Bologna (2ª giornata di Serie A), terminata 1-1, non fischiando un rigore molto evidente a favore del Bologna che avrebbe anche portato all'espulsione del giocatore bianconero Iling-Junior. In seguito a questo episodio viene sospeso insieme all'addetto VAR, Francesco Fourneau: per un mese non arbitreranno partite di Serie A.
Torna ad arbitrare il 2 ottobre 2023, quando dirige Fiorentina-Cagliari (3-0).
L'8 ottobre 2023 svolge il ruolo di VAR nella partita del massimo campionato degli Emirati Arabi Uniti tra Al Nassr e Al-Ain, coadiuvando l'arbitro italiano Maurizio Mariani e gli assistenti Filippo Meli e Stefano Alassio.
Il 22 gennaio 2024 è quarto ufficiale nella finale di Supercoppa Italiana Napoli-Inter, diretta da Antonio Rapuano e terminata 0-1.
Il 1º marzo 2024 arbitra Lazio-Milan, match di Serie A. Durante la direzione dell'incontro, in cui espelle tre giocatori dei padroni di casa, commette diversi errori, che portano l'AIA a fermarlo per un mese.
Il 24 maggio 2024 la CONMEBOL, nell'ambito di un programma di scambio rientrante nell'accordo di cooperazione con la UEFA, lo ha convocato per la Copa América 2024 negli USA, nel ruolo di VAR insieme al collega Aleandro Di Paolo, all'arbitro Maurizio Mariani ed agli assistenti Daniele Bindoni e Alberto Tegoni.